# Hister circulus
Hister circulus är en skalbaggsart som beskrevs av Schmidt 1889. Hister circulus ingår i släktet Hister och familjen stumpbaggar. Inga underarter finns listade i Catalogue of Life.